# Наиб Тарам
Тарам (чечен. Iуспан-Юртара Бунихойн Тхьарам; 1807, Оспан-Юрт, Чечня — 1876, Курчалой, Чечня) — чеченский военачальник времён Кавказской войны, пятисотенный начальник, мазун, наиб Северо-Кавказского имамата.

## Биография
Наиб имама Шамиля в Сунженском наибстве с 1847 года, выходец из Оспан-Юрта (Iуспан-юрт), из тайпа бунихой общества Чебарлой.
Впервые имя Тарама появляется среди чеченских военачальников во время Даргинского похода в 1845 году, когда отряд под его руководством чуть не убил главнокомандующего графа Воронцова. Один из современников так описывает это происшествие:
При наступлении в Дарго был такой момент, что граф Михаил Семенович Воронцов, окруженный офицерами и частью казаков, обнажил свою шашку и бросился на дерзких чеченцев, выскочивших из завала, во главе с Тарамом Трамовым, известным в Чечне героем, и при том сказал: «Прошу меня живым не отдавать». При отступлении же граф главнокомандующий 17 и 18 июля на высотах Шаухал-Берды в ожидании генерала Фрейтага, который шел из Грозной на выручку ему, писал: «Я имел ужасные минуты сомнений, разумеется не за себя лично, потому что в нашем ремесле, и особенно в мои лета, было бы стыдно думать о себе; но я боялся за наших раненых»… (а их было 211 офицеров и 3517 нижних чинов).
На территории многих наибов Северо-Кавказского имамата находились фортификационные сооружения, усиленные посты, служившие для охраны своих границ и т. д. Они называются воротами (гIап), на участке Тарама такие ворота находились у аула Гертмеле (для наблюдения над Гордалинской поляной от Тепли-Кичу и над пространством к Умахан-юрту).
Штабс-капитан Иван Клингер, находившийся в плену у Тарама в Оспан-Юрте, оставил следующее его описание: 
Тарам, отличался корыстолюбием, в высшей степени честолюбием, был личным врагом русских, фанатически преданным идеям Шамиля, его учению, и его ревностный последователь; человек с здравым смыслом и с сильной волей, смелый, решительный и строгий мусульманин. Он имел жену, 5-х детей (старшему сыну 14 лет); одевался сам опрятно и даже щеголевато. Деньги, красный товар, соль и пленные у него не переводились. Он считался богатым человеком.
Смелость и удача в набегах, строгое соблюдение требований религии, твердый характер, достаток и, не взирая вообще на скупость, охотно раздаваемая милостыня землякам приобретали ему значение, уважение и свою партию приверженцев.
«Местопребывание наиба Тарама» аул Оспан-Юрт был уничтожен в январе 1857 года, а жители переселены в новый аул Курчалой.
«Любимец и советник Шамиля» Тарам умер в 1876 году.